# Liste de ponts du Vietnam
Ceci est une liste de ponts du Vietnam remarquables par leurs dimensions ou par leur intérêt architectural ou historique.

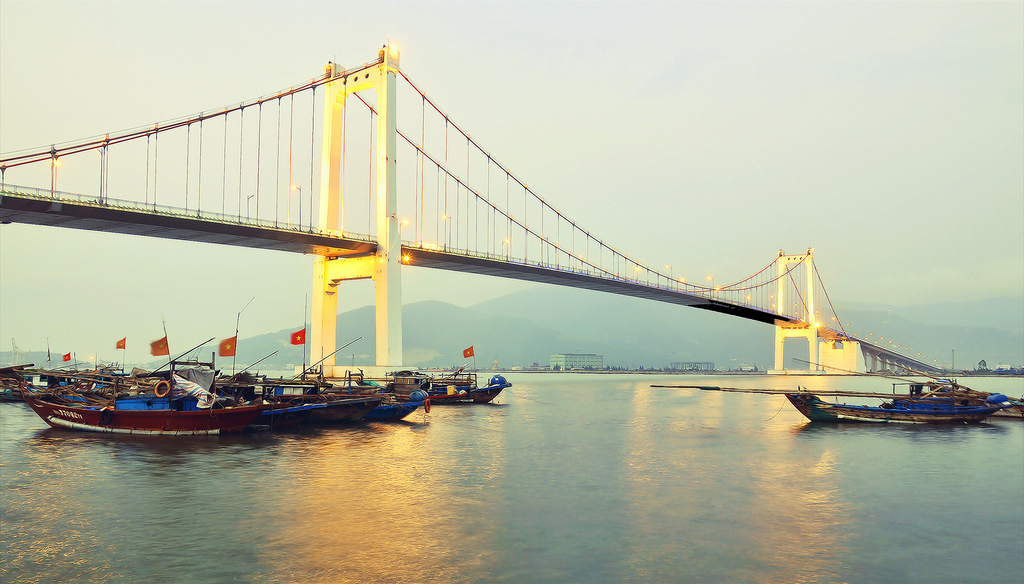
Le pont Thuận Phước sur le Han à Đà Nẵng est le plus grand pont suspendu du Viêt Nam.

Elle est présentée sous forme de tableaux récapitulant les caractéristiques des différents ouvrages proposés, et peut-être triée selon les diverses entrées pour voir ainsi un type de pont particulier ou les ouvrages les plus récents par exemple. La seconde colonne donne la classification de l'ouvrage parmi ceux présentés, les colonnes Portée et Long. (longueur) sont exprimées en mètres et enfin Date indique la date de mise en service du pont.

## Ponts présentant un intérêt historique ou architectural
|  |   | Nom                 | Vietnamien      | Distinction                                         | Long. | Type                                   | Voie portée Voie franchie                                  | Date | Localisation                                        | Région              | Ref.             |
|  | - | ------------------- | --------------- | --------------------------------------------------- | ----- | -------------------------------------- | ---------------------------------------------------------- | ---- | --------------------------------------------------- | ------------------- | ---------------- |
|  | 1 | Pont Japonais       | Chùa Cầu        | Vieille ville de Hội An · Patrimoine mondial (1999) | 18    | Pont couvert en bois, piles maçonnerie | Pont piétonnier                                            | 1595 | Hội An 15° 52′ 37,5″ N, 108° 19′ 33,9″ E            | Nam Trung Bộ        | ,                |
|  | 2 | Pont de The Huc     | Cầu Thê Húc     | Mène au temple Ngoc Son                             |       | Pont à tréteaux                        | Passerelle Lac Hoan Kiem                                   | 1865 | Hanoï 21° 01′ 50,8″ N, 105° 51′ 10,2″ E             | Đồng bằng sông Hồng | [ Note 1 ] [ 3 ] |
|  | 3 | Pont Mong           | Cầu Mống        | Conception par Gustave Eiffel                       | 128   | Arc Acier, tablier porté               | Pont piétonnier Sông Bến Nghé                              | 1882 | Hô-Chi-Minh-Ville 10° 46′ 04,9″ N, 106° 42′ 13,3″ E | Sud-est             | [ 4 ]            |
|  | 4 | Pont de Truong Tien | Cầu Trường Tiền | Conception par Gustave Eiffel                       | 403   | Treillis Acier                         | Trần Hưng Đạo - Hùng Vương Rivière des Parfums             | 1899 | Hué 16° 28′ 08″ N, 107° 35′ 19,8″ E                 | Bắc Trung Bộ        | [ 5 ]            |
|  | 5 | Pont Long Biên      | Cầu Long Biên   | Conception par Gustave Eiffel Portée : 106 mètres   | 1682  | Cantilever Acier                       | Gầm Cầu - Long Biên 1 - Ligne Hanoi - Lao Cai Fleuve Rouge | 1902 | Hanoï 21° 02′ 40″ N, 105° 51′ 41,1″ E               | Đồng bằng sông Hồng | [ 6 ]            |
|  | 6 | Pont Song Han       | Cầu Sông Hàn    |                                                     | 488   | Haubané Monopylône Pont tournant       | Lê Duẩn - Phạm Văn Đồng Han                                | 2000 | Đà Nẵng 16° 04′ 19,7″ N, 108° 13′ 36,7″ E           | Nam Trung Bộ        | ,                |

## Grands ponts
Ce tableau présente les ouvrages ayant des portées supérieures à 100 mètres ou une longueur totale de plus de 3 000 mètres (liste non exhaustive).
|  |    | Nom                                  | Vietnamien          | Portée   | Long. | Type                                                                                | Voie portée Voie franchie                       | Date | Localisation                                        | Région                | Ref.            |
|  | -- | ------------------------------------ | ------------------- | -------- | ----- | ----------------------------------------------------------------------------------- | ----------------------------------------------- | ---- | --------------------------------------------------- | --------------------- | --------------- |
|  | 1  | Pont de Cân Tho                      | Cầu Cần Thơ         | 550      | 2750  | Haubané Tablier caisson béton et caisson acier, pylônes béton 2x40+150+550+150+2x40 | Route nationale 1A Bassac                       | 2010 | Cần Thơ 10° 02′ 05,6″ N, 105° 48′ 46,3″ E           | Delta du Mékong       | [ T 1 ] [ 9 ]   |
|  |    | Pont Vàm Cống                        | Cầu Vàm Cống        | 450      | 2970  | Haubané Tablier mixte acier/béton, pylônes béton 210+450+210                        | Bassac                                          | 2019 | Long Xuyên 10° 19′ 00,5″ N, 105° 30′ 13,7″ E        | Delta du Mékong       | [ 10 ]          |
|  | 2  | Pont Bãi Cháy                        | Cầu Bãi Cháy        | 435      | 1106  | Haubané Tablier caisson béton, pylônes béton, suspension axiale 81+129+435+129+87   | Quốc lộ 18 Baie de Hạ Long                      | 2006 | Hạ Long 20° 57′ 36,8″ N, 107° 03′ 57,3″ E           | Đông Bắc              | [ T 2 ]         |
|  | 3  | Pont Thuận Phước                     | Cầu Thuận Phước     | 405      | 1855  | Suspendu Tablier caisson acier, pylônes béton 125+405+125                           | Nguyễn Tất Thành Han                            | 2009 | Đà Nẵng 16° 05′ 42,4″ N, 108° 13′ 14,4″ E           | Nam Trung Bộ          | [ T 3 ] [ 11 ]  |
|  | 4  | Pont Phú Mỹ                          | Cầu Phú Mỹ          | 380      | 1946  | Haubané Tablier dalle béton, pylônes béton 162+380+162                              | Đường Vành Đai Trong Rivière Saïgon             | 2009 | Hô-Chi-Minh-Ville 10° 44′ 41,8″ N, 106° 44′ 39,5″ E | Sud-est               | [ T 4 ] [ 12 ]  |
|  | 5  | Pont Mỹ Thuận                        | Cầu Mỹ Thuận        | 350      | 1535  | Haubané Tablier dalle béton, pylônes béton 150+350+150                              | Route nationale 1A Sông Tiền (Mékong)           | 2000 | Vĩnh Long 10° 16′ 38,9″ N, 105° 54′ 36,2″ E         | Delta du Mékong       | [ T 5 ] [ 13 ]  |
|  | 6  | Pont Nhật Tân                        | Cầu Nhật Tân        | 300 (x4) | 3080  | Haubané 5 pylônes, tablier mixte acier/béton, pylônes béton 150+4x300+150           | Fleuve Rouge                                    | 2015 | Hanoï 21° 05′ 38,9″ N, 105° 49′ 16,7″ E             | Đồng bằng sông Hồng   | [ T 6 ] [ 14 ]  |
|  | 7  | Pont Rạch Miễu                       | Cầu Rạch Miễu       | 270      | 2868  | Haubané Tablier dalle béton, pylônes béton 117+270+117                              | 60 Sông Tiền (Mékong)                           | 2008 | Cao Lãnh 10° 20′ 39″ N, 106° 20′ 31,6″ E            | Delta du Mékong       | [ T 7 ] [ 15 ]  |
|  | 8  | Pont Bính                            | Cầu Bính            | 260      | 1280  | Haubané Tablier mixte acier/béton, pylônes béton 100+260+100                        | TL359 Sông Cửa Cấm                              | 2005 | Hải Phòng 20° 52′ 31,8″ N, 106° 40′ 03,6″ E         | Đồng bằng sông Hồng   | [ T 8 ]         |
|  | 9  | Pont Bạch Đằng en construction       | Cầu Bạch Đằng       | 250      | 3040  | Haubané 3 pylônes, tablier mixte acier/béton, pylônes béton 100+2x250+100           | Ha Long-Haiphong Expy Sông Bạch Đằng Sông Cấm   | 2016 | Hải Phòng 20° 50′ 54,2″ N, 106° 45′ 58″ E           | Delta du Fleuve Rouge | [ 16 ]          |
|  | 10 | Pont Nguyễn Văn Trỗi en construction | Cầu Nguyễn Văn Trỗi | 230      | 731   | Haubané Monopylône, tablier caisson béton, pylône incliné béton 4x50+230+45+4x50    | Trần Thị Lý Han                                 | 2014 | Đà Nẵng 16° 03′ 00,9″ N, 108° 13′ 46,6″ E           | Nam Trung Bộ          | ,               |
|  | 11 | Pont Kiền                            | Cầu Kiền            | 200      | 1186  | Haubané Tablier caisson béton, pylônes béton 85+200+85                              | Quốc lộ 10 Sông Cửa Cấm                         | 2003 | Hải Phòng 20° 54′ 48,2″ N, 106° 37′ 23,9″ E         | Đồng bằng sông Hồng   |                 |
|  | 12 | Dragon River Bridge                  | Cầu Rồng            | 200      | 666   | Arc Tablier suspendu 128+200+128                                                    | Nguyễn Văn Linh Han                             | 2013 | Đà Nẵng 16° 03′ 40,1″ N, 108° 13′ 37,9″ E           | Nam Trung Bộ          | [ 19 ]          |
|  | 13 | Pont Hàm Luông                       | Cầu Hàm Luông       | 150 (x3) | 1277  | Poutre-caisson Béton précontraint                                                   | Quốc lộ 60 Sông Hàm Luông (Mékong)              | 2010 | Bến Tre 10° 14′ 06,2″ N, 106° 20′ 03,5″ E           | Delta du Mékong       | [ T 9 ] [ 20 ]  |
|  | 14 | Pont Bình Lợi                        | Cầu Bình Lợi        | 150      |       | Arc Acier, tablier suspendu Pont bow-string                                         | Phạm Văn Đồng Rivière Saïgon                    | 2014 | Hô-Chi-Minh-Ville 10° 49′ 28,8″ N, 106° 42′ 34,4″ E | Sud-est               | [ 21 ]          |
|  | 15 | Pont Cửa Đại                         | Cầu Cửa Đại         | 150 (x3) | 1480  | Poutre-caisson Béton précontraint                                                   | Sông Thu Bồn                                    | 2015 | Hội An 15° 51′ 54,1″ N, 108° 22′ 36,1″ E            | Nam Trung Bộ          | [ T 10 ] [ 22 ] |
|  | 16 | Pont Hang Tôm démantelé en 2011      | Cầu Hang Tôm        | 140      |       | Suspendu Tablier treillis acier, pylônes béton                                      | Quốc lộ 12 Rivière Noire                        | 1973 | Lai Châu 22° 04′ 28,5″ N, 103° 10′ 46,6″ E          | Nord-ouest            | ,               |
|  | 17 | Pont Vĩnh Tuy                        | Cầu Vĩnh Tuy        | 135 (x6) | 3690  | Poutre-caisson Béton précontraint                                                   | Đường dẫn cầu Vĩnh Tuy - Minh Khai Fleuve Rouge | 2007 | Hanoï 21° 00′ 19,9″ N, 105° 52′ 38″ E               | Đồng bằng sông Hồng   | [ T 11 ]        |
|  | 18 | Pont Thanh Trì                       | Cầu Thanh Trì       | 130      | 3046  | Poutre-caisson Béton précontraint                                                   | Fleuve Rouge                                    | 2006 | Hanoï 20° 59′ 37,6″ N, 105° 54′ 06,5″ E             | Đồng bằng sông Hồng   |                 |
|  | 19 | Pont Pá Uôn                          | Cầu Pá Uôn          | 130 (x4) | 938   | Poutre-caisson Béton précontraint 75+4x130+75                                       | Quốc lộ 279 Rivière Noire                       | 2011 | Hủa Tát 21° 41′ 40,8″ N, 103° 36′ 56,5″ E           | Nord-ouest            | [ 25 ]          |
|  | 20 | Pont Thị Nại                         | Cầu Thị Nại         | 120 (x3) | 2477  | Poutre-caisson Béton précontraint                                                   | Trần Hưng Đạo - TL639 Đầm Thị Nại               | 2006 | Quy Nhơn 13° 48′ 49,7″ N, 109° 14′ 25,1″ E          | Nam Trung Bộ          | [ T 12 ]        |
|  | 21 | Pont Thủ Thiêm                       | Cầu Thủ Thiêm       | 120      | 766   | Poutre-caisson Béton précontraint 80+120+80                                         | Trần Văn Khê Rivière Saïgon                     | 2008 | Hô-Chi-Minh-Ville 10° 47′ 08,3″ N, 106° 43′ 06,6″ E | Sud-est               | [ T 13 ]        |
|  | 22 | Pont Thủ Biên                        | Cầu Thủ Biên        | 120      | 510   | Poutre-caisson Béton précontraint 75+120+75                                         | TL 746 / TL 768 Sông Đồng Nai                   | 2010 | Biên Hòa 11° 01′ 52,1″ N, 106° 54′ 42,1″ E          | Sud-est               | [ T 14 ]        |
|  | 23 | Nouveau pont Hang Tôm                | Cầu Hang Tôm mới    | 120      | 362   | Poutre-caisson Béton précontraint                                                   | Quốc lộ 12 Rivière Noire                        | 2010 | Lai Châu 22° 04′ 44,4″ N, 103° 10′ 23,3″ E          | Nord-ouest            | [ 26 ]          |
|  | 24 | Pont Bến Thủy II                     | Cầu Bến Thủy II     | 120      |       | Poutre-caisson Béton précontraint 72+120+72                                         | Route nationale 1A Sông Lam                     | 2012 | Vinh 18° 38′ 19,7″ N, 105° 42′ 21,8″ E              | Côte centrale du Nord | [ 27 ]          |
|  | 25 | Pont Đông Trù en construction        | Cầu Đông Trù        | 120      | 1139  | Arc CFST, tablier suspendu 80+120+80                                                | Đường 5 kéo dài Sông Đuống                      | 2013 | Hanoï 21° 04′ 16,3″ N, 105° 52′ 41,2″ E             | Đồng bằng sông Hồng   | [ 28 ]          |
|  | 26 | Pont de Saigon                       | Cầu Sài Gòn         | 103      | 986   | Poutres Acier 82+103+82                                                             | Xa lộ Hà Nội Rivière Saïgon                     | 1961 | Hô-Chi-Minh-Ville 10° 47′ 56,1″ N, 106° 43′ 38″ E   | Sud-est               | [ 29 ]          |
|  | 27 | Pont Phú Lương                       | Cầu Phú Lương       | 102 (x2) |       | Poutre-caisson Béton précontraint 65+102+102+65                                     | Quốc lộ 5 Sông Thái Bình                        | 1997 | Hai Duong 20° 56′ 47″ N, 106° 21′ 16,6″ E           | Delta du Fleuve Rouge |                 |
|  | 28 | Pont Ông Lớn                         | Cầu Ông Lớn         | 100      | 446   | Arc CFST, tablier suspendu                                                          | Nguyễn Văn Linh                                 | 2004 | Hô-Chi-Minh-Ville 10° 43′ 42,1″ N, 106° 41′ 24,8″ E | Sud-est               | [ T 15 ]        |
|  | 29 | Pont Phù Đổng                        | Cầu Phù Đổng        | 100 (x7) | 946   | Poutre-caisson Béton précontraint 2 ouvrages jumelés                                | Route nationale 1A Sông Đuống                   | 2012 | Hanoï 21° 02′ 33,2″ N, 105° 56′ 23,2″ E             | Đồng bằng sông Hồng   | [ 30 ]          |
|  | 30 | Pont Yên Lệnh                        | Cầu Yên Lệnh        |          | 2230  | Poutre-caisson Béton précontraint                                                   | Quốc lộ 38 Fleuve Rouge                         | 2004 | Hưng Yên 20° 39′ 29,3″ N, 106° 02′ 07,6″ E          | Delta du Fleuve Rouge | [ T 16 ]        |
|  | 31 | Pont Hàm Rồng détruit en 1945        | Cầu Hàm Rồng        |          |       | Arc Acier, tablier suspendu                                                         | Ma                                              | 1904 | Thanh Hóa 19° 50′ 17,6″ N, 105° 47′ 38,7″ E         | Côte centrale du Nord | [ 31 ]          |